# Sound Affects
| Recensione | Giudizio |
| ---------- | -------- |
| AllMusic   |          |

Sound Affects è il quinto album in studio del gruppo inglese dei The Jam, pubblicato nel 1980 dalla Polydor. Questo album ospita il secondo singolo piazzatosi al primo posto delle classifiche inglesi, Start!, pezzo con un giro di basso ispirato a Taxman dei Beatles (pezzo presente nell'album Revolver). Oltre a Start!, l'album presenta anche uno dei pezzi più noti del gruppo, la ballata acustica That's Enternainment, canzone presente anche nella lista delle 500 migliori canzoni secondo Rolling Stone alla posizione 306. Dopo l'approccio sonoro più "duro" presentato nel precedente Setting Sons, Sound Affects segna un ritorno alle atmosfere pop-oriented di All Mod Cons, anche se con un suono ben diverso da tale disco.

## Tracce
Lato A
1. Pretty Green - 2:37
2. Monday - 3:02
3. But I'm Different Now - 1:52
4. Set the House Ablaze - 5:03
5. Start! - 2:33
6. That's Entertainment - 3:38

Lato B
1. Dream Time - 3:54
2. Man in the Corner Shop - 3:12
3. Music for the Last Couple - 3:45
4. Boy About Town - 2:00
5. Scrape Away - 3:59